# The Half-Naked Truth
The Half-Naked Truth is een Amerikaanse filmkomedie uit 1932 onder regie van Gregory La Cava.

## Verhaal
De praatjesmaker Jimmy Bates wordt reclameagent voor het noodlijdende circus van kolonel Munday. Hij wil publiek trekken door tijdens een voorstelling de identiteit te onthullen van de vader van de buikdanseres Teresita. Wanneer de politie erachter komt dat het allemaal bedrog is, vluchten Teresita en Bates naar New York.

## Rolverdeling
| Acteur            | Personage                |
| ----------------- | ------------------------ |
| Lupe Vélez        | Teresita                 |
| Lee Tracy         | Bates                    |
| Eugene Pallette   | Achilles                 |
| Frank Morgan      | Farrell                  |
| Shirley Chambers  | Gladys                   |
| Franklin Pangborn | Receptionist             |
| Robert McKenzie   | Kolonel                  |
| Mary Mason        | Secretaresse van Farrell |